# إيفان تيولينيف
جنرال الجيش إيفان فلاديميروفيتش تيولينيف (بالروسية: Ива́н Влади́мирович Тюле́нев) قائد عسكري سوفيتي وُلد في مستوطنة شاتراشاني بغوبرنيه سيمبيرسك (أوليانوفسك أوبلاست حاليا) بالإمبراطورية الروسية في 28 يناير 1897 وتوفي بالعاصمة السوفيتية موسكو في 15 أغسطس 1978، وهو من أوائل القادة العسكريين الذين نالوا رتبة جنرال الجيش والتي حصل عليها في الرابع من يونيو لعام 1940.